# Hubert Astier
Pour les articles homonymes, voir Astier.
Hubert Astier, né le 8 juillet 1938 à Marseille (Bouches-du-Rhône) et mort le 28 octobre 2020 à Nice (Alpes-Maritimes), est un haut fonctionnaire et homme politique français.
De 1995 à 2003, il assure la présidence de l'Établissement public du musée et du domaine national de Versailles.

## Biographie

### Jeunesse et études
Diplômé de l'Institut d'études politiques de Paris, Hubert Astier entre en février 1963 à l'École nationale d'administration (promotion Stendhal). 

### Parcours professionnel
En 1965, il commence sa carrière d'administrateur civil au ministère de l'Intérieur, bureau des affaires économiques de la direction générale des collectivités locales.
En 1966, il est détaché comme sous-préfet à la direction du cabinet du préfet de l'Essonne. Il reste à ce poste pendant trois ans, et en 1969 est recruté à la Fondation nationale des sciences politiques et à l'IEP de Paris. Il participe à la fondation du cycle d'études urbanistiques. Il anime le cycle supérieur d'aménagement et d'urbanisme.
En novembre 1971, Jacques Duhamel, ministre des Affaires culturelles, appelle Hubert Astier à son cabinet comme conseiller technique. Il y gère notamment l'enseignement de l'architecture. Maurice Druon, successeur de Jacques Duhamel, le confirme dans cette fonction qu'il exerce jusqu'en octobre 1973.
Devenu ministre des Affaires culturelles et de l'Environnement en mars 1974, Alain Peyrefitte le rappelle comme conseiller technique. Michel Guy, successeur d'Alain Peyrefitte au ministère — désormais dénommé « secrétariat d'État à la Culture » — le nomme chef de cabinet en 1975.
À compter de 1977, Hubert Astier assure la direction ou la présidence de différentes institutions : présidence de la commission d'Aide à la distribution des films (1977-1979), direction de la Propriété industrielle à la direction des Affaires générales du ministère de la Culture (1983-1985), délégation générale à la Société des auteurs et compositeurs dramatiques (1987-1992).
En 1992, il devient secrétaire national du Rassemblement pour la République (RPR) chargé de la Culture,.
Jacques Toubon, ministre de la Culture et de la Francophonie, le nomme directeur de cabinet en 1993.
Le 2 octobre 1995, par décret du président Jacques Chirac, sur avis du ministre de la Culture, Hubert Astier est nommé président du conseil d'administration de l'Établissement public du musée et du domaine national de Versailles, poste dans lequel il est reconduit et qu'il conserve jusqu'au 7 juillet 2003.
Cette nomination d'un énarque et homme politique à la tête de Versailles inaugure un changement profond dans la gestion du domaine national, qui était jusqu'alors dirigé, de Pierre de Nolhac à Jean-Pierre Babelon, par des historiens et des spécialistes d'histoire de l'art. En juillet 2003, résumant son action à la fin de son mandat, Hubert Astier déclare au sujet de Versailles : « L'établissement public vit vraiment dans une logique d'entreprise privée ».
En juin 2004, Le Figaro annonce l'existence d'une enquête sur suspicion d'un « système de surfacturations » entraînant la création de déficits fictifs à Versailles. La compagne d'Hubert Astier, qui dirige Les Productions du Roi-Soleil, entreprise produisant des spectacles pour l'établissement public et déclarée en faillite avec un déficit de 5 millions d'euros, est mise en cause. À cette occasion, l'ancien président du domaine national est placé deux jours en garde à vue et auditionné en tant que témoin. En 2013, le tribunal correctionnel a condamné Hubert Astier à 10 mois de prison avec sursis pour avoir fait embaucher sa compagne Caroline Courriere dans la société production du roi Soleil (PRS), mais aucun délit de favoritisme n'a été retenu,.
En août 2017, les conservateurs de Versailles sont surpris de constater la mise en vente d'un meuble chez un antiquaire versaillais, portant des marques du mobilier national. Les enquêteurs de l'OCBC (Office central de lutte contre le trafic des biens culturels) remontent la piste jusqu'à un certain Hubert Astier, qui n'est autre que le président de l'établissement public de Versailles. Le directeur du château de Versailles a cédé 18 pièces du monument historique à l'antiquaire, pour un total de trois mille euros,.

## Publications
- Hubert Astier, Versailles, le plaisir du roi, Paris, Huitième jour, coll. « Portes ouvertes », 22 juin 2000 (ISBN 978-2-9515163-4-2)
- (en) Jana Martin (préf. Hubert Astier, Pierre Arrizoli-Clémentel), Splendors of Versailles, Londres, Todtri Productions, mai 2001 (ISBN 978-1-57717-162-1)